# Fernanda Bullara
Fernanda Bullara da Costa (São Paulo, 6 de fevereiro de 1985) é uma atriz e dubladora brasileira.

## Biografia
Começou a dublar cedo, desde que era atriz de teatro, quando sua mãe, que trabalhava em um estúdio de dublagem, a levou junto de sua irmã para fazer um teste. É conhecida pelos trabalhos como Ino Yamanaka em Naruto, Tomoyo em Sakura Card Captors, Asuka em Neon Genesis Evangelion, Sailor Júpiter em Sailor Moon (na dublagem da BKS), Ameria de Slayers e diversas participações em Pokémon, dentre elas:Dawn companheira de Ash Ketchum na região de Sinnoh em Pokémon: Diamante e Pérola e a líder de Ginásio da região de Kanto Sabrina.
Dublou também Dejiko de Di Gi Charat, Patty Pimentinha em diversos especiais televisivos de Peanuts, Lalamon em Digimon Data Squad, Licca em Super Doll Licca-chan, Rina em Dinozaurs, Maya em Ragnarok, Momo Hinamori em Bleach e  Zatch em Zatch Bell!. Dawn em Pokémon: Diamante e Pérola
Já dublou personagens conhecidos como a Marina do desenho animado Peixonauta, Mia Novoa em Grachi, Aviva em Aventuras com os Kratts, Spitfire em My Little Pony: Friendship is Magic, Liona de Max Adventures, Ludmila Ferro em Violetta, Malia Tate em Teen Wolf (série de 2011), Lexie Reed em Programa de Talentos, dublou Kerstie em Polly Pocket, Drica em H2O Meninas Sereias, Nina Martin em House of Anubis, Jade West em Victorious e True Jackson em True Jackson VP. Dublou a personagem Jinx do jogo League of Legends, e a vilã reformada Sunset Shimmer na saga dos filmes de My Little Pony: Equestria Girls. É a dubladora de Lara Croft no jogo Rise of the Tomb Raider e Shadow of the Tomb Raider, e de Hera Venenosa no jogo Batman: Arkham Knight. Dublou recentemente Neith, personagem de Smite para a versão brasileira.
Em 2013 dublou também o jogo Battlefield 4 para a versão brasileira, dando voz a Hannah.
Antes na televisão, ela dublou Rita em Jelly Jamm, mas no canal oficial do YouTube e na TV Aparecida, foi substituída por Sicília Vidal.
Em Bob Esponja, ela dublou a Sandy no episódio "Puxe um Barril", também fez a Monica na série Friends (5ª temporada, episódio 10 até a 9ª temporada). Também dublou o personagem Caillou nas três primeiras temporadas do desenho de mesmo nome.
Em 2016, foi a responsável por "dar voz" a personagem Kaya Shimizu, da Websérie Kaya: A Origem.
Em 2017, dublou a personagem Hannah Baker na série da Netflix, 13 Reasons Why. No mesmo ano, ela volta a dublar a atriz Elizabeth Gillies na série Dinastia, também da Netflix.
Em 2018, dublou a personagem Queen da Atriz e cantora sul-coreana CL, no filme 22 Milhas. Também deu a voz à personagem North no jogo Detroit: Become Human.
Em 2019, se tornou a voz da personagem Carol Danvers/Capitã Marvel (Brie Larson) no mais novo filme do Universo Cinematográfico da Marvel, Capitã Marvel. E voltou a dublar a heroína em Vingadores: Ultimato.

## Prêmios e indicações
| Ano  | Premiação           | Categoria                                   | Papel/Obra                                                                                 | Resultado | Fonte  |
| ---- | ------------------- | ------------------------------------------- | ------------------------------------------------------------------------------------------ | --------- | ------ |
| 2003 | Prêmio Yamato       | Melhor Dubladora de Protagonista            | Licca em Licca-Chan; Sailor Júpiter em Sailor Moon; Asuka em Evangelion; Rina em Dinozaurs | Indicada  | [ 7 ]  |
| 2007 | Prêmio Yamato       | Melhor Dubladora de Protagonista            | Zatch, em Zatch Bell!                                                                      | Indicada  | [ 8 ]  |
| 2007 | Prêmio Yamato       | Melhor Dubladora de Coadjuvante             | Sharpay Evans, em High School Musical                                                      | Indicada  | [ 8 ]  |
| 2009 | Prêmio Yamato       | Melhor Dubladora de Protagonista            | Dawn, em Pokémon                                                                           | Indicada  | [ 9 ]  |
| 2009 | Prêmio Yamato       | Melhor Dubladora de Coadjuvante             | Sharpay Evans, em High School Musical 3                                                    | Indicada  | [ 9 ]  |
| 2011 | Prêmio Yamato       | Melhor Dubladora de Coadjuvante             | Rachel, em Glee                                                                            | Indicada  | [ 10 ] |
| 2024 | Anime Awards Brasil | Performance Favorita em Dublagem Brasileira | Ramona Flowers, em Scott Pilgrim: A Série                                                  | Indicada  | [ 11 ] |